# Diadegma pulicalvariae
Diadegma pulicalvariae là một loài tò vò trong họ Ichneumonidae.